# Vaishno Devi
De Vaishno Devi (Tamil:|वैष्णोदेवी मन्दिर) is een hindoeïstische tempel nabij de Indiase plaats Katra in het unieterritorium Jammu en Kasjmir. De tempel bevindt zich op de gelijknamige berg en is gewijd aan de godin Shakti. Het is een van de heiligste tempels van het hindoeïsme.
De afstand van de tempel naar de stad Katra bedraagt 13,5 km.

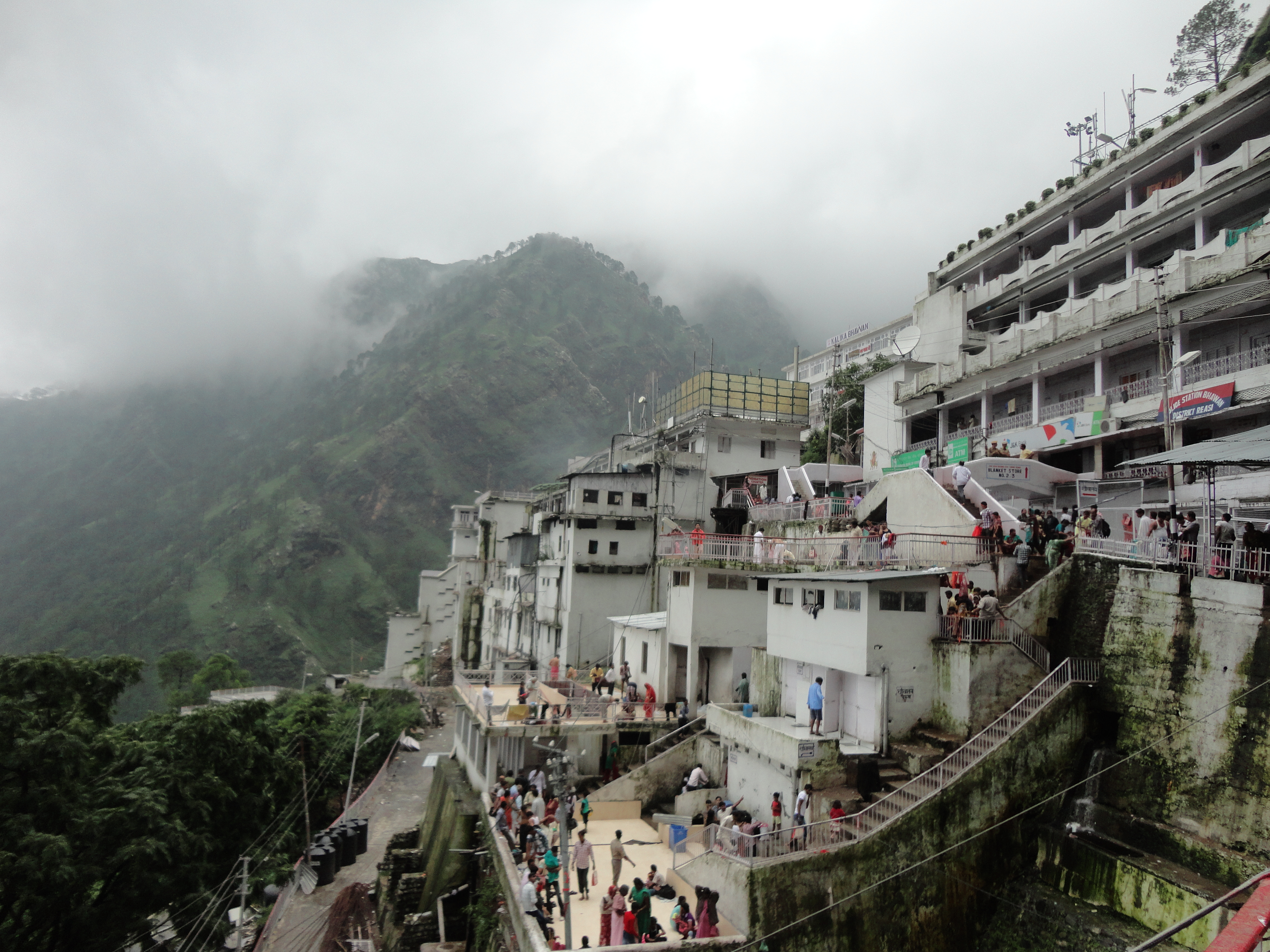
Vaishno Devi